# Angelo Asti
Pour l’article homonyme, voir Asti (homonymie).
Angelo Asti est un peintre portraitiste français né à Paris en 1847 et décédé à Mantoue le 23 mars 1903 où 1907. 

## Biographie
Né à Paris , il est d'origine italienne et produit la plupart de ses œuvres de 1890 a 1901. Il expose régulièrement au salon comme peintre de genre et de portraits. Même s'il est reconnu pour ses tableaux représentant des femmes dans des postures rêveuses ou  « Glamour Girls » il attire davantage les cartophiles grâce à sa prolifique création de cartes postales. Angelo Asti se formera à l’Académie des beaux-arts de Brera, à Milan en Italie,,.
Il reçoit une médaille d’or de la Société française de photographie en dans le cadre de l’exposition internationale de sciences appliquées à l'industrie de 1879,.

## Galerie

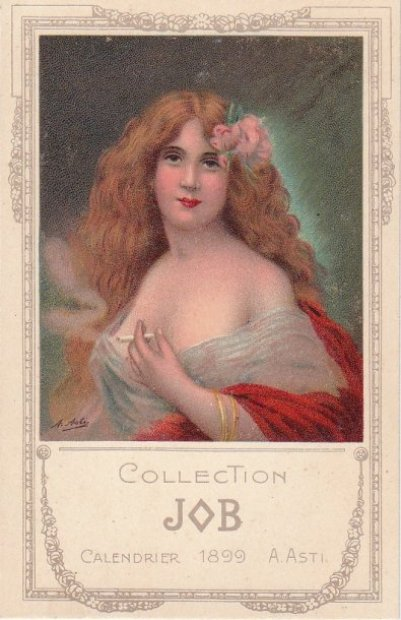
Carte postale de 1914  dans le cadre de la Collection JOB
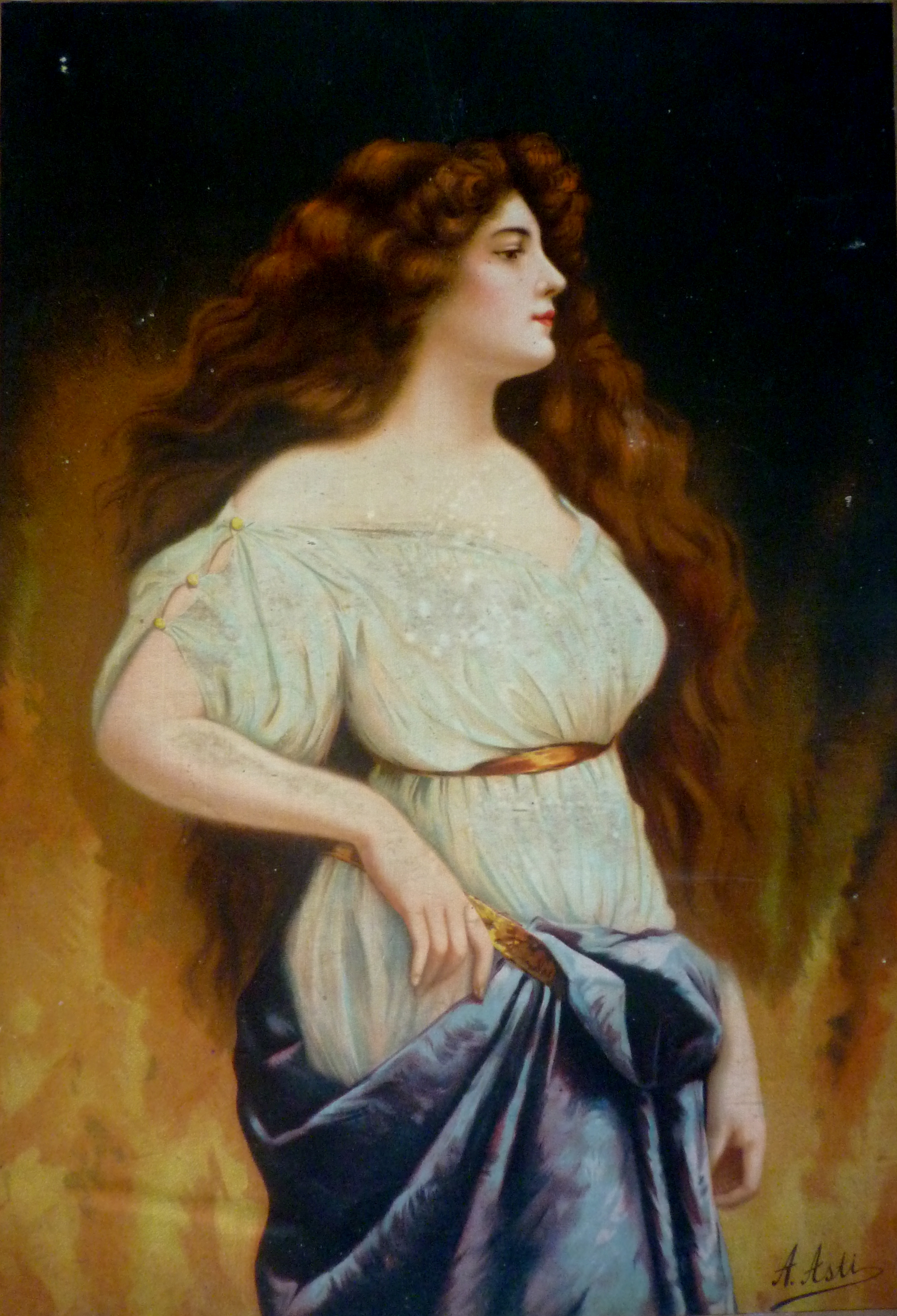
Chromolithographie par Angelo Asti
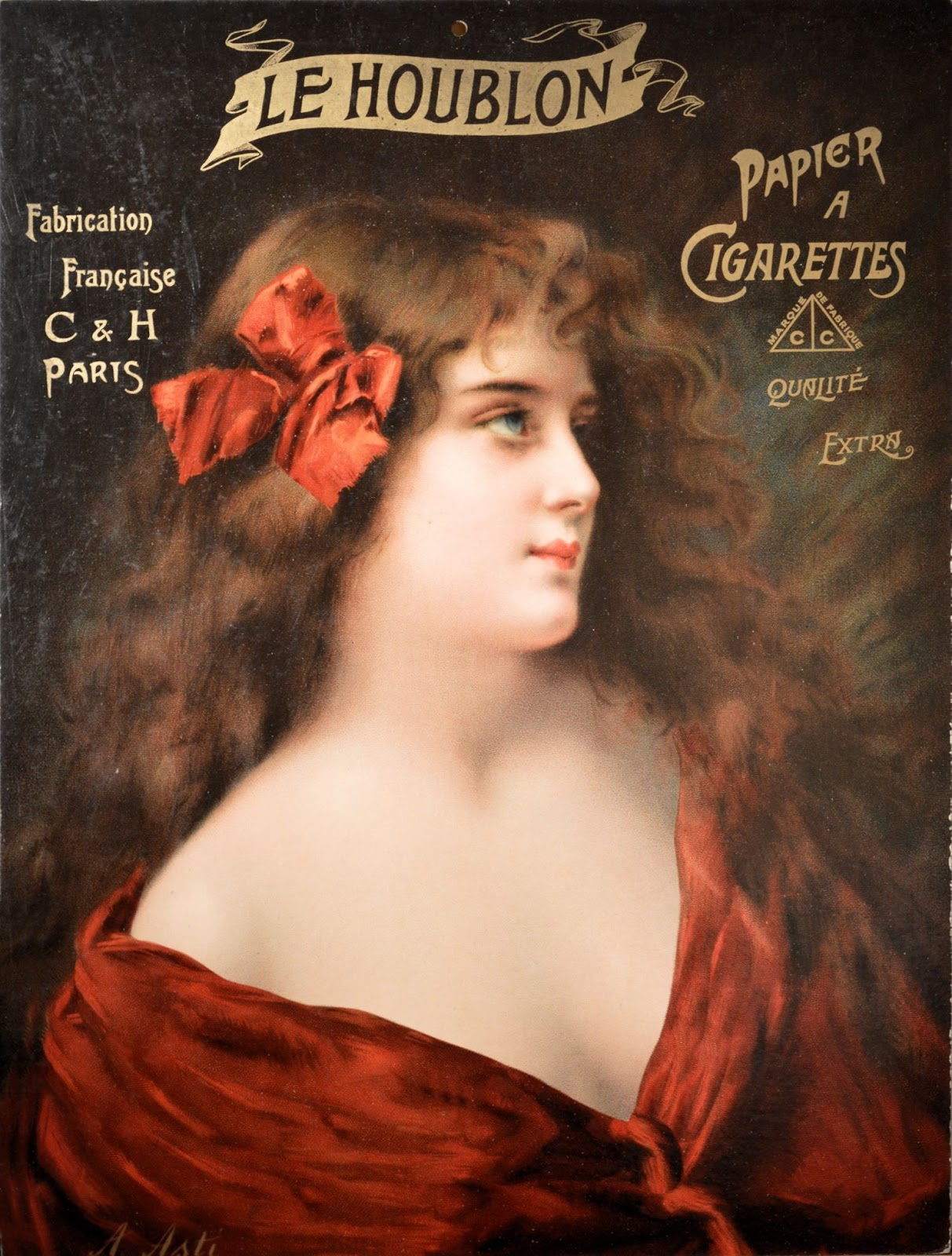
Pub de l’artiste pour une marque de papier à cigarette
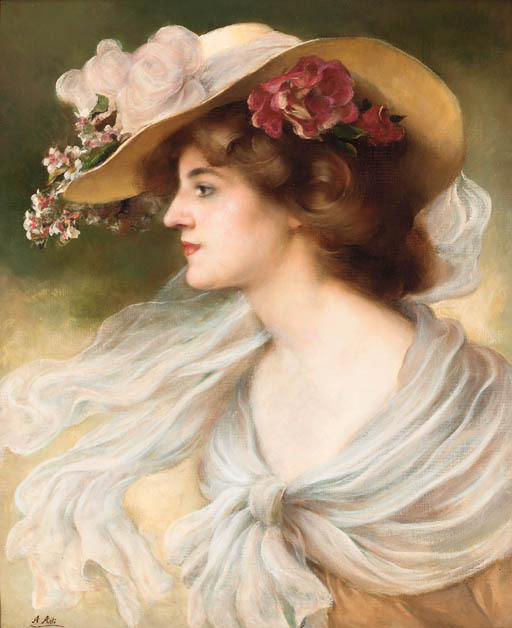
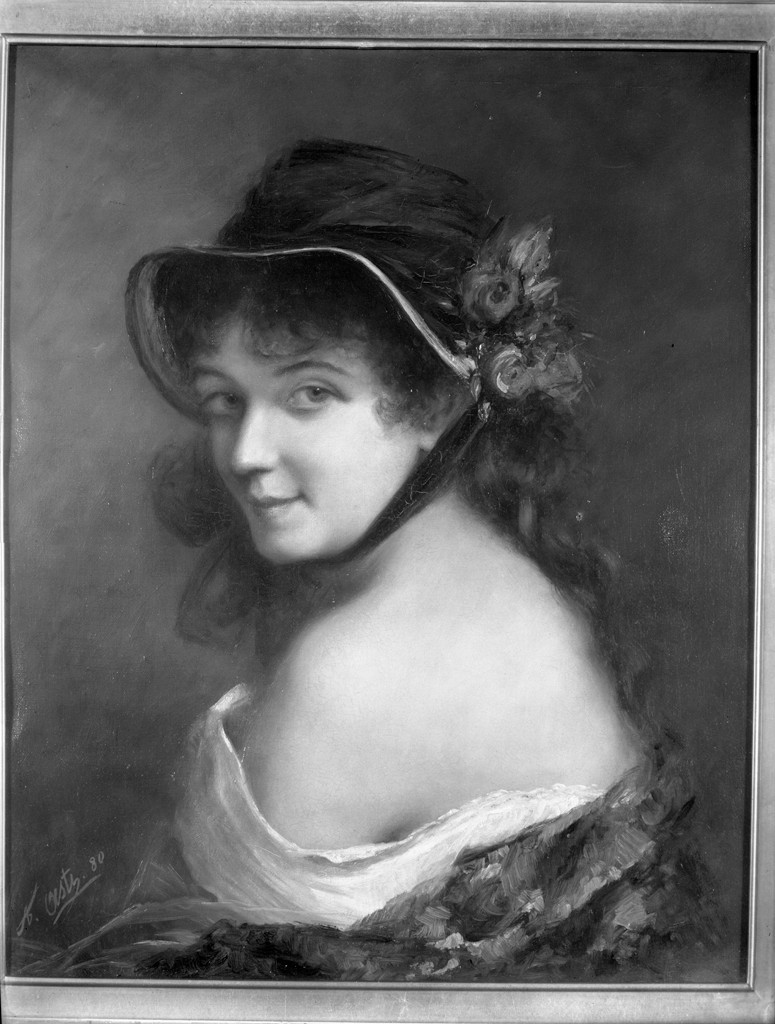
Peinture de 1880 exposée au Fogg Art Museum

## Postérité
Ses cartes postales sont désormais devenus des pièces de collection qui ont pris de la valeur.
Début 2025, ses œuvres sont passées en vente aux enchères publiques à 164 reprises, la première étant A lady reading vendue en 1987 chez Christie's.